# Шарипов, Жарылкасын
Жарылкасын Шарипов (1 января 1941; с. Бозкол, Казалинский район, Кызылординская область) — советский и казахстанский общественно-политический деятель. Аким города Кызылорда (1994—1996). 

## Биография
Родился в 1941 году в Бозкольском сельсовете Казалинского района Кызылординской области.
В 1963 году окончил Ташкентский институт ирригации и механизации сельского хозяйства, в 2002 году Кызылординский университет экономики, экологии и права.
Трудовую деятельность начал в 1963 году заведующим машинно-тракторной мастерской совхоза Бозколь.
С 1963 по 1968 — Заведующий машинно-тракторной мастерской совхоза «Бозколь», главный инженер совхоза имени Энгельса и управления сельского хозяйства Казалинского района;
С 1968 по 1975 — директор совхоза имени Энгельса;
С 1975 по 1988 — Начальник управления сельского хозяйства Казалинского района, первый заместитель председателя Исполнительного комитета районного Совета;
С 1988 по 1991 — Заместитель начальника, начальник областного объединения агропромышленной техники;
С 1991 по 1994 — Первый секретарь Казалинского районного комитета партии, председатель районного совета, аким района;
С 1994 по 1996 — Аким Кызылорды;
С 1996 по 2003 — Директор Центра по недвижимости по Кызылординской области;
С 2003 года депутат областного маслихата, председатель ревизионной комиссии областного маслихата.

## Награды и звания
- 1973 (10 декабря) — Орден Трудового Красного Знамени;
- 1982 (22 февраля) — Орден Дружбы народов;
- 2007 (7 декабря) — Орден Курмет;
- 2024 (16 октября) — Орден «Барыс» 2 степени;[3][4]
- Звания
- 2006 (18 декабря) — Почётный гражданин Казалинского района;
- 2008 (11 декабря) — Почётный гражданин города Кызылорда;
- 2022 (15 декабря) — Почётный гражданин Кызылординской области;[5]
- Правительственные награды, в том числе:
  - Юбилейная медаль «За доблестный труд» (1970);
  - Медаль «10 лет Конституции Республики Казахстан» (2005);
  - Медаль «10 лет Парламенту Республики Казахстан» (2006);
  - Медаль «10 лет Астане» (2008);
  - Медаль «20 лет независимости Республики Казахстан» (2011);
  - Медаль НДП «Нур Отан» «Белсенді қызметі үшін» (2015);
  - Медаль «25 лет независимости Республики Казахстан» (2016);
  - Медаль «25 лет Конституции Республики Казахстан» (2020);